# Aleksandar Brdarić
Aleksandar Brdarić (?, 1813./14. - Zagreb, 18. siječnja 1872.), zagrebački graditelj. 
Istaknuti je domaći graditelj prve polovice 19. stoljeća. Zidarski zanat izučio je u Lavovu (Galicija), a u Zagreb je došao 1836. godine.
Od važnijih Brdarićevih radova ističe se palača Paravić u Opatičkoj 10 iz 1839. godine (pregrađena 1892.), dvorac Jaškovo kraj Ozlja, palača u Opatičkoj 27 (1840.) s kvalitetnim klasicističkim interijerom, te palača Zagrebačke županije, na mjestu današnje zgrade Hrvatskog sabora. Njegova djela rađena su u duhu klasicizma. 

## Vanjske poveznice
- Brdarić, Aleksandar Hrvatska tehnička enciklopedija, portal hrvatske tehničke baštine. LZMK